# محمد المحمدي
محمد عيسى المحمدي (مواليد 14 فبراير 1999) هو لاعب كرة قدم قطري لعب سابقاً مع النادي العربي في دوري نجوم قطر كلاعب وسط.